# 昌福寺 (長岡市)
昌福寺（しょうふくじ）は新潟県長岡市の曹洞宗寺院。鵜殿団次郎の墓や栖吉城主だった本庄清七郎の娘で徳川秀忠に奉仕した妙徳院の墓がある。また、代々の住職が奉仕した関係で旧制長岡中学校の敷地拡大で移転してきた諏訪神社（俗称は諏訪堂）がある。

## 近代
戊辰戦争では藩の治療所として使われた。その後、明治2年に小林虎三郎がこの寺の本堂を借りて国漢学校を開校した。昭和20年の長岡空襲犠牲者を埋葬した戦災殉難者之墓があり、毎年8月1日に戦災殉難者法要が行なわれる。

## 交通アクセス
- JR長岡駅東口より徒歩約5分